# پلی‌استیشن کلاسیک
پلی‌استیشن کلاسیک (به انگلیسی: PlayStation Classic) یک کنسول بازی اختصاصی از سونی اینتراکتیو انترتینمنت است که بازی‌های پلی‌استیشن ۱ را اجرا می‌کند و نمایی همانند آن دارد. در سپتامبر ۲۰۱۸، در توکیو گیم شو بود که این کنسول رسماً معرفی و اعلام شد که در ۳ دسامبر ۲۰۱۸، ۲۴ سال پس از عرضهٔ کنسول پلی‌استیشن ۱، به بازار می‌آید. از سال ۲۰۲۰، این کنسول در فروشگاه‌های رسمی با قیمت ۲۸ دلار آمریکا و در وبگاه آمازون، با قیمت ۳۳ دلار آمریکا به فروش رسید.

## ویژگی‌های فنی

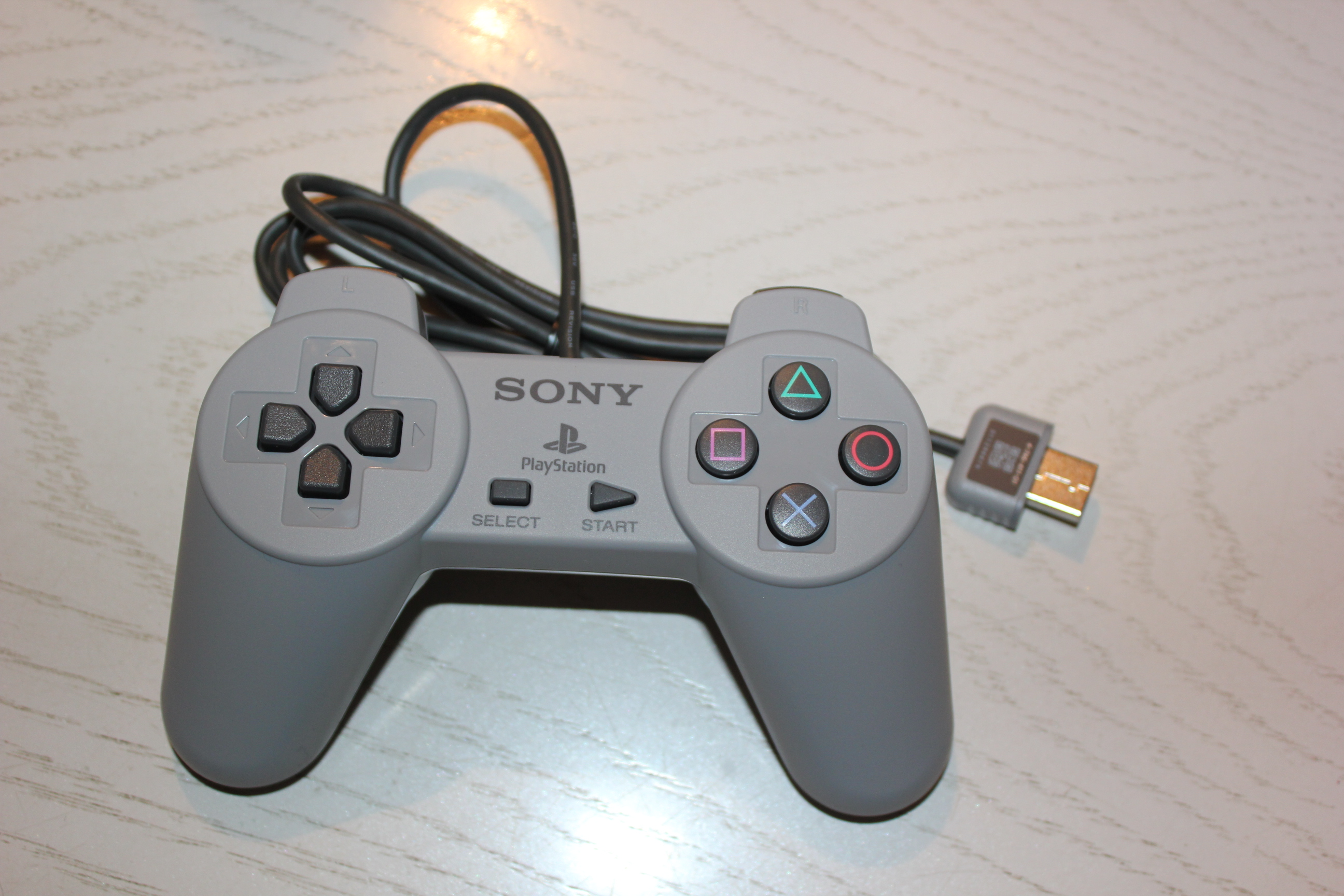
یک دستهٔ پلی‌استیشن کلاسیک که به جز روش اتصال، از دیگر نظرها همانند دستهٔ پلی‌استیشن اصلی است.

پلی‌استیشن کلاسیک به همراه خود ۲ دستهٔ پلی‌استیشن دارد؛ دسته‌های همراه دستگاه همانند مدل‌های نخست خود هستند و آنالوگ استیک ندارند. یک کابل اچ‌دی‌ام‌آی و یک کابل یواس‌بی نیز همراه دستگاه هستند؛ اما آداپتور جداگانه فروخته می‌شود.
این کنسول ۴۵٪ از نسخهٔ اصلی کوچک‌تر است و نزدیک به ۱۷۰ گرم وزن دارد. این دستگاه خروجی‌های تصویر 720p و 480p را پشتیبانی می‌کند و قابلیت کار در دمای بین ۵ تا ۳۵ درجهٔ سِلسیوس را دارد.

## بازی‌ها
هر پلی‌استیشن کلاسیک به همراه خود ۲۰ بازی از پیش نصب‌شده دارد.
| مشترک در همهٔ مناطق | NA/PAL/کره/آسیای جنوب شرقی (انحصاری) | ژاپن/تایوان/هنگ کنگ (انحصاری)                                                                                      |
| --- | --- | --- |
| - Battle Arena Toshinden - فاینال فانتزی ۷ - Intelligent Qube - Jumping Flash! - متال گیر سالید - Mr. Driller - R4: Ridge Racer Type 4 - رزیدنت ایول - Revelations: Persona - Super Puzzle Fighter II Turbo - تکن ۳ - Wild Arms | - Cool Boarders 2 - Destruction Derby - اتومبیل‌دزدی بزرگ - آدورلد: ادیسه ایب - Rayman - سایفون فیلتر - Tom Clancy's Rainbow Six - فلز درهم‌تنیده | - Arc the Lad - Arc the Lad II - Armored Core - G-Darius - Gradius Gaiden - پارازیت ایو - SaGa Frontier - XI [sái] |